# Sigurbergur Sigsteinsson
Sigurbergur Sigsteinsson (ur. 10 lutego 1948, zm. 29 stycznia 2020 w Garðabær) – islandzki piłkarz ręczny, olimpijczyk.
Reprezentował Islandię w grze w piłkę ręczną na Letnich Igrzyskach Olimpijskich 1972, które odbyły się w Monachium. Drużyna w której grał zajęła 12. miejsce.